# Leopold von Egloffstein
Leopold II von Egloffstein (mort le 27 juin 1343) est prince-évêque de Bamberg de 1335 à sa mort.

## Biographie
Leopold von Egloffstein vient de la Maison d'Egloffstein, originaire de Franconie et d'immédiateté impériale. Elle comprend aussi Johann von Egloffstein, prince-évêque de Wurtzbourg de 1400 à 1411.
Au moment de sa nomination à Bamberg, le pape est Benoît XII. Leopold hérite d'un diocèse très endetté, mais il réussit à acquérir les châteaux-forts de Marloffstein, Theisenort et Greifenstein. Pendant la période de son règne, il soutient le couvent de Clarisses de Bamberg.

## Source, notes et références
- (de) Cet article est partiellement ou en totalité issu de l’article de Wikipédia en allemand intitulé « Leopold II. von Egloffstein » (voir la liste des auteurs).